# Sproxton (Leicestershire)
Pour les articles homonymes, voir Sproxton.
Sproxton (prononcé "spro-sun") est un village et une paroisse civile dans le district de Melton du Leicestershire en Angleterre, près de la frontière avec Lincolnshire.

## Démographie
Sproxton a une population en 2001 de 480 habitants.